# Beentongvisachtigen
Beentongvisachtigen (Osteoglossomorpha) vormen een superorde van straalvinnige vissen.
Volgens ITIS wordt de orde Hiodontiformes als familie Hiodontidae binnen de orde van de Osteoglossiformes gesplaatst, maar de nieuwste fossiele ontdekkingen zorgden ervoor dat deze tot een nieuwe orde werd ingedeeld.

## Taxonomie
Binnen deze superorde valt slechts één orde, Osteoglossiformes die de volgende onderordes en families omvat:
- Orde Osteoglossiformes
  - Onderorde Notopteroidei
    - Gymnarchidae
    - Mormyridae
    - Notopteridae
    - Ostariostomidae †

  - Onderorde Osteoglossoidei
    - Heterotididae
    - Osteoglossidae
    - Pantodontidae
    - Singidididae †
- Orde Hiodontiformes
  -     - Hiodontidae